# La Solitude du vainqueur
La Solitude du vainqueur est un roman de Paulo Coelho sorti en 2009.
Dans ce roman, Paulo Coelho raconte une journée passée à Cannes, dans le sud de la France. Les principaux personnages très différents les uns des autres, venus des quatre coins du monde, se croisent et leur vie change à jamais.
L'histoire évoque les sentiments d'amour et de révolte.
Au milieu de cette faune, il y a aussi un tueur, qui commet plusieurs meurtres. C'est un milliardaire russe, que sa femme a quitté pour un couturier. Ce couturier lui-même vient d'une famille pauvre et d'un pays pétrolier. Au départ, ce couturier a été aidé par le gouvernement de son pays, puis il a été reconnu internationalement pour son talent.